# Can Feu (Sabadell)
Can Feu és un barri del sud de Sabadell, al Districte 5.

## Història i descripció
Té origen en una promoció d'habitatges de la Caixa de Sabadell per als seus treballadors, a finals dels anys 1950. Està delimitat per tres fronteres artificials: el passeig de Can Feu, la carretera de Terrassa –construïda l'any 1852 i anomenada antigament carretera de Montcada– i la rambla d'Ibèria. Principalment, el formen habitatges unifamiliars envoltats d'espais verds singulars. Comparteix l'espai amb una petita zona industrial, d'indústria tèxtil familiar. El nom prové de l'antiga finca de la Torre d'en Feu, avui de propietat municipal.
El 1987, en urbanitzar una part del barri, s'hi van localitzar importants restes arqueològiques, que van des de l'època prehistòrica fins a la romana.